# Grand Prix de Plumelec-Morbihan 2008
La Grand Prix de Plumelec-Morbihan 2008, trentaduesima edizione della corsa e valida come evento dell'UCI Europe Tour 2008 categoria 1.1, si svolse il 31 maggio 2008 su un percorso totale di 174 km.. Fu vinta dal francese Thomas Voeckler che giunse al traguardo con il tempo di 4h02'56", alla media di 42,975 km/h.
Al traguardo 60 ciclisti portarono a termine il percorso.

## Ordine d'arrivo (Top 10)
| Pos. | Corridore         | Squadra         | Tempo    |
| ---- | ----------------- | --------------- | -------- |
| 1    | Thomas Voeckler   | Bouygues Tél.   | 4h02'56" |
| 2    | Cyril Gautier     | Bretagne        | a 3"     |
| 3    | Gianni Meersman   | F. des Jeux     | a 24"    |
| 4    | Jérôme Pineau     | Bouygues Tél.   | a 27"    |
| 5    | Matthieu Sprick   | Bouygues Tél.   | s.t.     |
| 6    | Nicolas Jalabert  | Agritubel       | s.t.     |
| 7    | Rémi Pauriol      | Crédit Agricole | s.t.     |
| 8    | Arnold Jeannesson | Auber 93        | a 31"    |
| 9    | Nico Sijmens      | Landbouwkrediet | s.t.     |
| 10   | Amaël Moinard     | Cofidis         | a 36"    |